# Une partie des actions
Une partie des actions (A Piece of the Action) est le dix-septième épisode de la deuxième saison de la série télévisée Star Trek. Il fut diffusé pour la première fois le 12 janvier 1968 sur la chaîne américaine NBC.
La Fédération reçoit un message de détresse d'un vieux vaisseau: l'USS Horizon, disparu en 2168. En arrivant sur les lieux (la planète Sigma Iotia II), l'équipage découvre que toute la planète vit sur le modèle de Chicago pendant la prohibition.

## Distribution

### Acteurs principaux
- William Shatner — James T. Kirk (VF : Yvon Thiboutot)
- Leonard Nimoy — Spock (VF : Régis Dubost)
- DeForest Kelley — Leonard McCoy
- James Doohan — Montgomery Scott
- Nichelle Nichols — Uhura
- Walter Koenig — Pavel Chekov

### Acteurs secondaires
- Anthony Caruso — Bela Oxmyx
- Vic Tayback — Jojo Krako
- Lee Delano — Kalo
- Sheldon Collins — Gamin Fort
- Steven Marlo — Zabo
- John Harmon — Tepo
- Buddy Garion — Hood
- Jay Jones — Mirt
- Dyanne Thorne — Première fille
- Frank da Vinci — Lieutenant Brent
- Sharyn Hillyer — Seconde fille
- Eddie Paskey — Lieutenant Leslie
- William Blackburn — Lieutenant Hadley
- Roger Holloway — Lieutenant Lemli

## Résumé
L'USS Enterprise se rend sur Sigma Iotia II, où le vaisseau Horizon s'était rendu 100 ans auparavant, peu de temps avant sa disparition. Afin de savoir si le vaisseau a interféré avec le développement de cette planète, ils entrent en contact avec un Iotien du nom de Bela Oxmyx qui dit être le chef de Sigma Iotia II. Le capitaine Kirk, Spock et le Docteur McCoy se téléportent à la surface. Ils se retrouvent alors dans un monde semblable au Chicago des années 1920 avec des gangsters patrouillant les rues et portant des mitraillettes à bout de bras. Ils sont reçus par Bela Oxmyx et s'aperçoivent que celui-ci est en réalité un chef de gang mafieux. Ils découvrent aussi qu'un livre sur les gangsters de Chicago laissé par l'équipage de l' Horizon est devenu leur bible et que toute leur société est fondée sur le crime organisé, Oxmyx étant en rivalité avec un bandit du nom de JoJo Krako.
Prenant Kirk, Spock et McCoy en otage, Bela Oxmyx entre en contact avec Scotty et exige que l'équipage de l'Entreprise lui remette des armes qui lui permettraient de gouverner entièrement Sigma Iotia II. La petite équipe réussit pourtant à s'enfuir après que Kirk a assommé les gardes après leur avoir promis de leur apprendre un nouveau jeu de cartes nommé le Fizzbin. Alors que Spock et McCoy réussissent à se téléporter à l'intérieur de l'Enterprise, Kirk est enlevé par les hommes de JoJo Krako. Celui-ci lui demande la même chose que Bela Oxmyx. Kirk parvient à s'enfuir avec une mitraillette et à libérer Spock et McCoy qui ont été pris au piège d'une fausse négociation par Oxmyx.
Imitant les attitudes et le phrasé des gangsters, Kirk et Spock mettent au point un plan leur permettant de se déguiser et de téléporter un par un la plupart des dirigeants de gangs dans le bureau de Bela Oxmyx. Kirk fait croire qu'ils tiennent à récupérer une partie d'un "butin" imaginaire et que la fédération en veut 40% , afin de forcer Oxmyx et le reste des chefs de gangs à se constituer en une organisation. Ils profitent d'un combat de rue organisé par les hommes de Krako afin de montrer que leur vaisseau peut immobiliser n'importe quel ennemi sur commande. En rentrant, McCoy révèle qu'il a perdu son communicateur sur place. Kirk éclate de rire en expliquant que dans le futur, les Iotiens pourront peut-être venir réclamer "leur part du butin."

### Continuité
- Le personnage d'Hikaru Sulu n'apparaît pas dans cet épisode.
- Dans l'épisode Le deuil de la série dérivée Star Trek: Enterprise, on peut voir l'USS Horizon avant sa disparition, ainsi qu'un exemplaire du livre "Les gangsters de Chicago" dans la cabine d'un membre nommé Travis Mayweather.
- Le jeu vidéo sur NES Star Trek: 25th Anniversary s'inspire en partie de cet épisode.
- Dans le comic book "... Let's Kill All the Lawyers!" Bela Okmyx est l'un des témoins au procès de James T. Kirk.

## Production

### Écriture
L'idée d'une planète gouvernée par des gangsters, était déjà en germe en mars 1964, sous le nom de "President Capone" lorsque le créateur de la série Gene Roddenberry proposa son projet de série, sous le nom de Star Trek is.... Une première ébauche, nommée "The Syndicate" ("Le syndicat") avait été écrit pour la saison 1 par George Clayton Johnson et Roddenberry l'avait apprécié. Le scénario commença à être développé sous le nom de "Chicago II" en avril 1966 avant d'être abandonné, Johnson étant trop pris sur l'écriture de Ils étaient des millions.
Il fallut attendre la deuxième saison pour que le coproducteur de l'époque, Gene L. Coon, relance la production de l'épisode et décide d'utiliser l'angle comique à la manière de l'épisode Tribulations. Le scénariste David P. Harmon est alors engagé. Une première version voit le jour sous le nom de "The Expatriates" ("Les expatriés") en août 1967 avant d'être réécrit en partie par Gene L.Coon en sous le nom de "Mission into Chaos" ("Mission au cœur du chaos"). Dans ce scénario, la planète devait être au cœur d'un conflit entre la Fédération et les Romuliens et au sein des gangs devaient se trouver des Romuliens infiltrés.
L'épisode fut réécrit en octobre 1967 par Coon, puis par John Meredyth Lucas le 30 octobre 1967, après le départ de Coon .

### Casting
- L'acteur George Takei était à l'époque pris sur le tournage du film Les Bérets verts et ne pouvait pas être présent.

### Tournage
Le tournage eut lieu du 2 au 9 novembre 1967 au studio de la compagnie Desilu sur Gower Street à Hollywood, sous la direction du réalisateur James Komack.
Une grande partie de l'épisode fut tournée au sein des décors de la Paramount, notamment quelques décors d'extérieur qui serviront pour la série Dear John. La plupart des costumes furent créés afin que les membres des gangs se distinguent par leur chapeau, ceux d'Oxmyx portent des Fédoras, ceux de Krako portent des canotiers et ceux de Mirt portent des chapeaux melons.

## Diffusion et réception critique

### Diffusion américaine
L'épisode fut retransmis à la télévision pour la première fois le 12 janvier 1968 sur la chaîne américaine NBC en tant que dix-septième épisode de la deuxième saison.

### Diffusion hors États-Unis
L'épisode fut diffusé au Royaume Uni le 7 septembre 1970 sur BBC One.
En version francophone, l'épisode fut diffusé au Québec en 1971. En France, l'épisode est diffusé le 29 juillet 1986 lors de la rediffusion de l'intégrale de Star Trek sur La Cinq. Le titre français "Une partie des actions" vient d'une mauvaise traduction de la phrase anglaise "A Piece of the Action" qui pourrait se traduire par "Une part du butin."

### Réception critique
Dans un classement pour le site Hollywood.com, Christian Blauvelt place cet épisode à la 19e position sur les 79 épisodes de la série originelle, estimant que l'épisode est le meilleur de la série montrant une planète dont le développement s'inspire d'un moment de l'histoire terrienne. Pour le site The A.V. Club, Zack Handlen donne à l'épisode la note de B+, trouvant que, malgré son atmosphère mafieuse, l'épisode est à la fois très stupide et très distrayant.

## Adaptations littéraires
L'épisode fut romancé sous forme d'une nouvelle de 18 pages écrite par l'auteur James Blish dans le livre Star Trek 4, un recueil compilant différentes histoires de la série et sorti en juillet 1971 aux éditions Bantam Books.
En 1978, l'épisode connut aussi une adaptation en roman photo créé à partir de captures d'écran de l'épisode.

## Éditions commerciales
Aux États-Unis, l'épisode est disponible sous différents formats. En 1988 et 1990, l'épisode est sorti en VHS et Betamax. L'épisode sortit en version remastérisée sous format DVD en 1999 et 2004.
L'épisode connut une nouvelle version remasterisée sortie le 24 avril 2007 : l'épisode fit l'objet de nombreux nouveaux effets spéciaux, notamment les plans de la planète Iotia II vue de l'espace et les plans de l'Enterprise qui ont été refaits à partir d'images de synthèse. De plus, les effets des tirs de phaseurs ont été améliorés. Cette version est comprise dans l'édition Blu-ray, diffusée en septembre 2009.
En France, l'épisode fut disponible avec l'édition VHS de l'intégrale de la saison 2 en 2000. L'édition DVD est sortie le 18 novembre 2004 et l'édition Blu-ray le 27 avril 2009.